# Vojniće
Vojniće (Servisch cyrillisch Војниће) is een plaats in de Servische gemeente Novi Pazar. De plaats telt 115 inwoners (2002).